# Мирковце (Чучер-Сандево)
Мирковце или Мирковци је насеље у Северној Македонији, у северном делу државе. Мирковце је насеље у оквиру општине Чучер-Сандево.
Мирковце има велики значај за српску заједницу у Северној Македонији, пошто Срби чине мањину у насељу.

## Географија
Мирковце је смештено у северном делу Северне Македоније. Од најближег града, Скопља, село је удаљено 12 km северно.
Село Мирковце се налази у историјској области Црногорје, у јужној подгорини Скопске Црне горе, на приближно 490 m надморске висине. Северно од насеља издиже се планина, а јужно се пружа Скопско поље.
Месна клима је континентална.

## Историја
У месту је постојала српска народна школа 1844-1884. године. После једногодишњег прекида рада 1885. године је обновљена. Године 1899. ту је свечано прослављена школска слава Св. Сава. Службовао је у цркви на литургији поп Петар Миљчевић. Газда Стојко Вучковић био је школски домаћин (кум славе) а светосавску беседу изговорио учитељ Серафим Маринковић.
Године 1899. Мирковце је место у којем је припадало Србима, 66 кућа и православна црква посвећена Св. Николи. Бугарима је било наклоњено 60 кућа, а окупљали су се ови у православној цркви посвећеној Св. Петки.
Биле су 1924. године у том селу две новије православне цркве, као и женски манастир.

## Становништво
Мирковце је према последњем попису из 2021. године имало 1.165 становника. Почетком 20. века Срби су били искључиво становништво у селу.
Претежна вероисповест месног становништва је православље.
| Национални састав према попису из 2021.‍ | Национални састав према попису из 2021.‍ | Национални састав према попису из 2021.‍ | Национални састав према попису из 2021.‍ | Национални састав према попису из 2021.‍ |
| --------------------------------------- | --------------------------------------- | --------------------------------------- | --------------------------------------- | --------------------------------------- |
|                                         |                                         |                                         |                                         |                                         |
| Македонци                               | Македонци                               |                                         | 894                                     | 76,7%                                   |
| Срби                                    | Срби                                    |                                         | 77                                      | 6,6%                                    |
| непописани                              | непописани                              |                                         | 172                                     | 14,8%                                   |